# Pingelap
Pour l’article homonyme, voir Pingelap (langue).
Pingelap est un atoll des États fédérés de Micronésie situé dans l'État de Pohnpei.

## Géographie
Pingelap est situé dans l'océan Pacifique, dans l'est des îles Carolines. Administrativement, il constitue une municipalité de l'État de Pohnpei dans les États fédérés de Micronésie.
Il s'agit d'un atoll de quatre kilomètres de largeur constitué de trois îles, Pingelap, Sukoru et Daekae, reliées par une barrière de corail délimitant un lagon. La superficie des terres émergées est de 1,75 km2 à marée haute.

## Histoire
Historiquement, l'atoll est dominé par un chef suprême appelé nahnmariki ; il s'agit d'un titre héréditaire qui lui confère certains droits sur les terres. Ce système reste en place malgré l'occupation japonaise à partir de 1914 peu après le début de la Première Guerre mondiale. Au cours des campagnes du Pacifique de la Seconde Guerre mondiale, la partie sud de l'île Pingelap est occupée par les Japonais qui en font une base de ravitaillement ce qui explique qu'elle est la cible d'attaques par les forces alliées. La présence de troupes étrangères sur l'île favorise l'introduction d'un certain nombre de maladies infectieuses telle la gonorrhée, la tuberculose et la dysenterie, conduisant à une réduction de la population et à une baisse significative du taux de fécondité. Avec l'arrivée des Américains en 1945, un système démocratique basé sur le suffrage universel est mis en place au côté du système traditionnel. La scolarisation des enfants est instaurée et un programme de santé est mis en place pour éradiquer les maladies introduites durant la guerre.
Durant les années 1960, les Corps de la Paix et l'United States Air Force s'installent sur l'île principale, y construisant au nord-est une jetée et une station de surveillance de missiles aujourd'hui désaffectée pour le site d'essai balistiques de l'USAF dans la région. En 1978, les travaux débutent pour la construction d'un aérodrome dans le centre de l'île principale. La piste est achevée en 1982 et actuellement deux ou trois avions desservent quotidiennement l'atoll. La liaison est assurée par la compagnie Caroline Islands Air, mais les liaisons aériennes se font de plus en plus rares sur l'île en raison du mauvais entretien de la piste.

## Démographie
| 1896         | 1905       | 1920 | 1925 | 1930 | 1935 | 1958 | 1967 |
| ------------ | ---------- | ---- | ---- | ---- | ---- | ---- | ---- |
| 1 000 (est.) | 870 (est.) | 601  | 601  | 638  | 694  | 627  | 647  |

| 1970 | 1973 | 1980 | 1985 | 1994 | 2000 | 2010 | - |
| ---- | ---- | ---- | ---- | ---- | ---- | ---- | - |
| 661  | 641  | 375  | 737  | 518  | 438  | 258  | - |

Seule l'île de Pingelap est habitée et ses habitants parlent en majorité le pingelap.
L'atoll intéresse particulièrement les généticiens : un typhon réduit la population à seulement vingt individus (vers 1775), l'un d'eux ayant une maladie rare, l'achromatopsie, appelée maskun en pingelap, signifiant littéralement « pas voir ». Cette maladie génétique à transmission autosomique récessive a pour principaux symptômes une absence totale de vision des couleurs, seules les nuances de gris étant distinguées, une acuité visuelle très réduite, une très forte photophobie, et un nystagmus. Du fait de la faiblesse des ressources génétiques et de l'augmentation rapide de la population, ce trouble génétique concerne maintenant près de 10 % de la population et 30 % sont des porteurs sains. Cette mutation permet toutefois une meilleure vision de nuit, ce qui explique sa présence plus importante parmi les pêcheurs. En comparaison, aux États-Unis, seul un individu sur 33 000, soit 0,003 % de la population, est affecté. Cette proportion inhabituelle d'achromates dans la population de l'atoll y a attiré le neurologue Oliver Sacks, auteur de L'Île en noir et blanc en 1997. Une très forte proportion d'achromates est également présente dans la vallée de Mand, sur l'île de Pohnpei.